# Strandvägen
Strandvägen (en français Route du Rivage) est une avenue prestigieuse de Stockholm (Suède).

## Situation et accès
Longue de 1 200 mètres, elle se situe dans le quartier d'Östermalm et relie la place Nybroplan, près du centre ville, au parc de Djurgården à l'est. Plusieurs rues y aboutissent, dont l’avenue Narvavägen à la hauteur du Djurgårdsbron.

## Historique

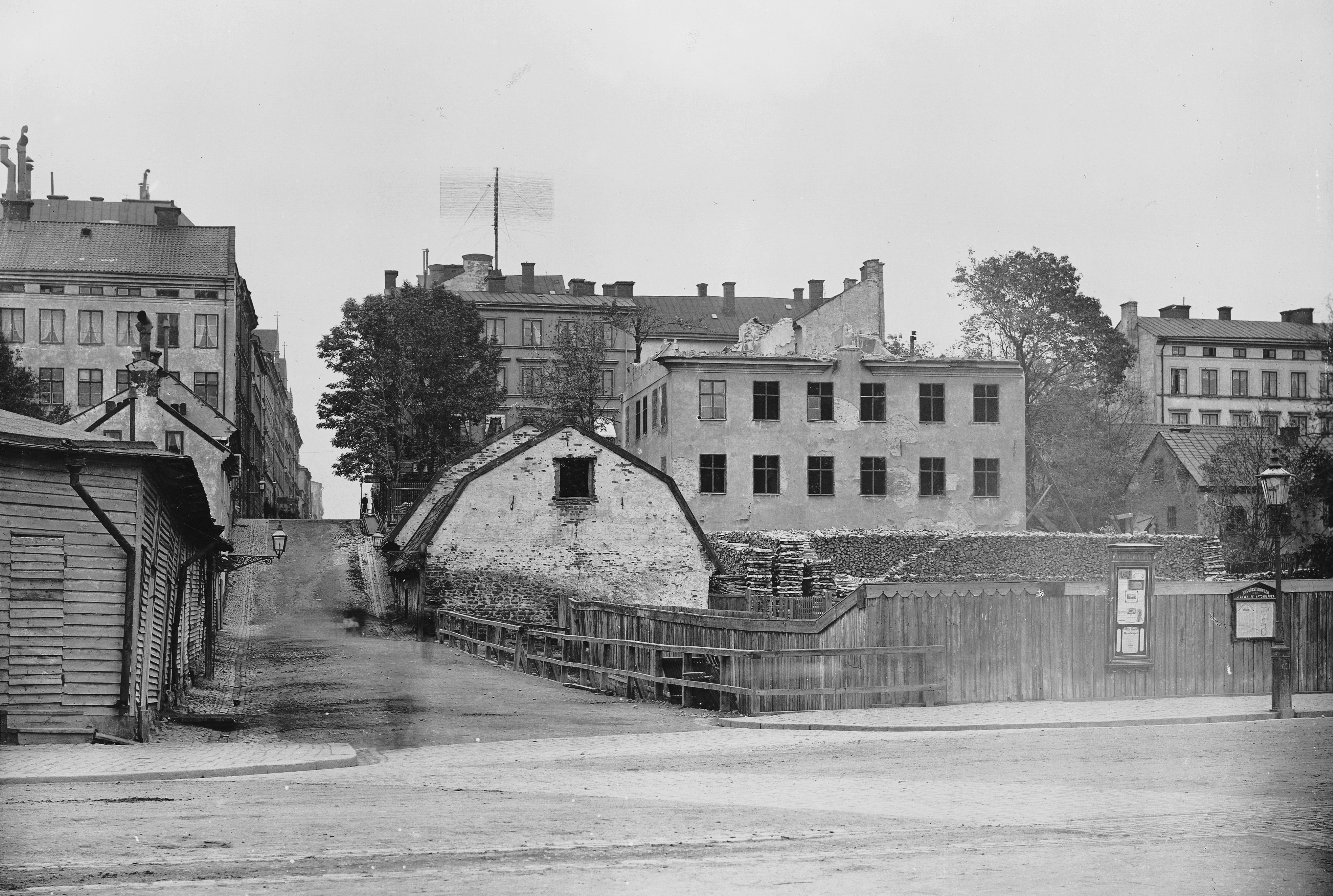
Strandvägen en 1894.

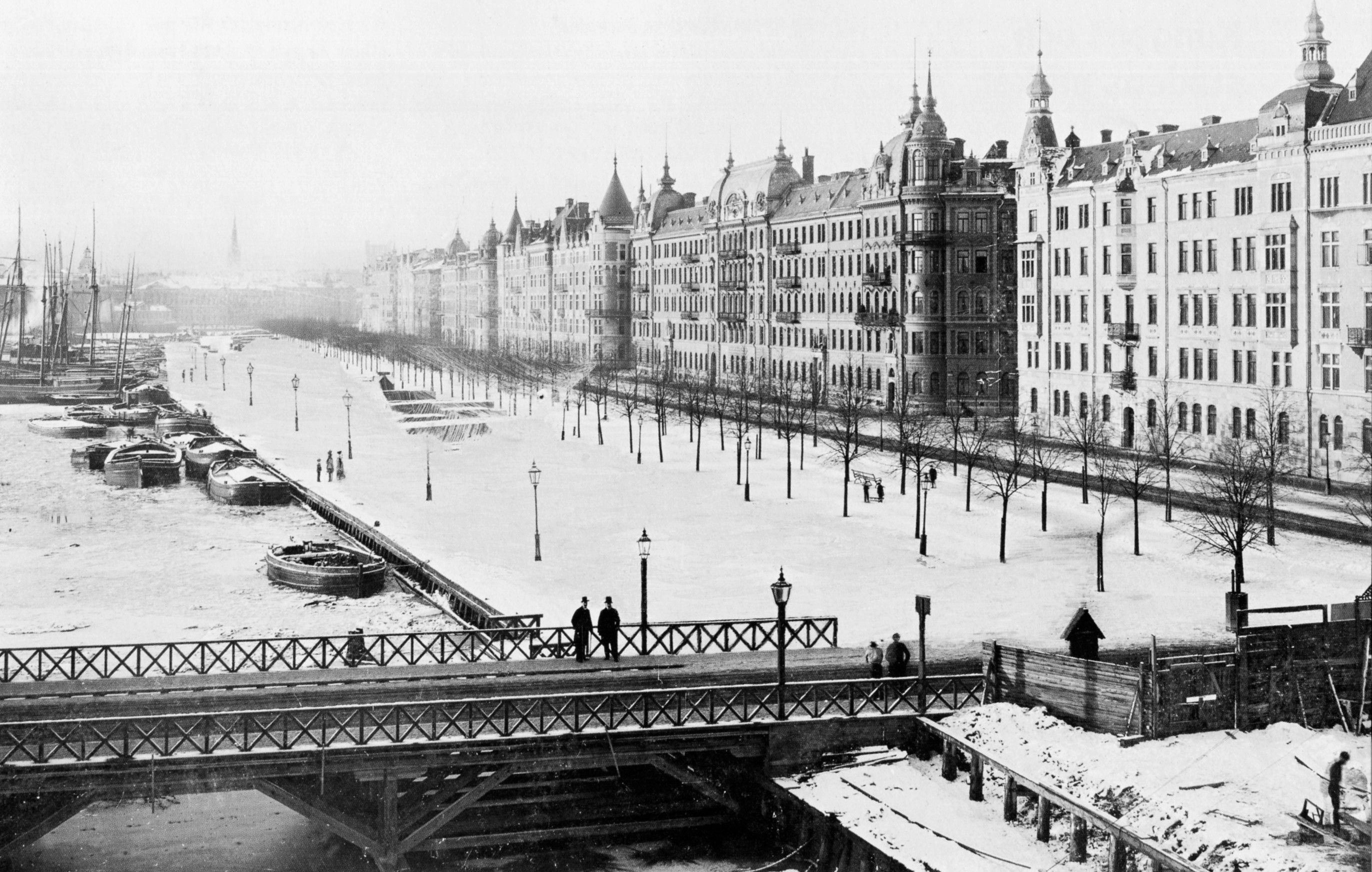
Strandvägen en 1897.

Avant que Strandvägen ne soit dessinée, il n'y a le long du rivage qu'un mauvais chemin à peine carrossable appelé Ladugårdslands Strandgata. Les premiers projets d'aménagement voient le jour dans les années 1850. L'architecte Emil Edvard von Rothstein, responsable des travaux hydrauliques de Stockholm, définit l'idée d'une large avenue rectiligne plantée d'arbres et bordée d'un quai tout du long, mais les travaux ne débutent vraiment qu'en 1875. La ligne de tramway pour Djurgården, qui suit en grande partie le tracé de l'avenue, est ouverte en 1877.
L'avenue est terminée juste à temps pour l'exposition internationale de Stockholm (1897), qui se tient sur l'île de Djurgården.

## Bâtiments remarquables et lieux de mémoire
À l'origine, les immeubles de Strandvägen étaient évidemment destinés à de richissimes particuliers. On imagine que rien n'a changé sur ce plan. Aujourd'hui, les guides touristiques avancent les noms de quelques résidents célèbres, comme celui de l'ancien tennisman Björn Borg par exemple.
- No 7 C : hôtel Diplomat, construit en 1907-1911 par le cabinet d'architectes Hagström & Ekman.
- Nos 19 et 21 : Maison Thavenius, construit en 1884-1885. Architecte : Isak Gustaf Clason.
- Nos 29, 31 et 33 : immeuble Bünsow (Bünsowska huset), construit en 1886-1888, inspiré selon certains auteurs par les châteaux de la Loire[3]. Isak Gustaf Clason en est également l'architecte. À son achèvement, l'immeuble a l'électricité et est équipé de salles de bains et d'ascenseurs[4]. D'origine allemande, son propriétaire, Friedrich Bünsow (1824-1897), a fait fortune dans l'industrie du bois et est, en son temps, l'homme le plus riche de Suède. Au début des années 2000, l’immeuble est au cœur de l’affaire Skandia, du nom de la compagnie d’assurance Skandia. D’anciens dirigeants du groupe auraient fait effectuer des travaux dans des appartements de l’immeuble, utilisés à des fins privées, aux frais d’une filiale de la compagnie[5].
- Nos 35-41 : immeuble abritant l'ambassade d'Égypte, construit en 1890-1892. Architecte : Johan Laurentz.
- No 55 : palace Rosenska, construit en 1895-1899. Architecte : Isak Gustaf Clason.
- No 57 : immeuble construit en 1895-1899. Architectes : Ludwig Peterson et Ture Stenberg.

## Bâtiments de la rue
| Image   | N°     | Nom                     | Const.    | Architecte                                | Réf. |
| ------- | ------ | ----------------------- | --------- | ----------------------------------------- | ---- |
| vänster | 1      | Bodarne 14              | 1904      | Hagström & Ekman                          |      |
| vänster | 3      | Bodarne 11              | 1904      | Hagström & Ekman                          |      |
| vänster | 5      | Bodarne 10              | 1904      | Hagström & Ekman                          |      |
| vänster | 7A, 7C | Klippan 10, 12          | 1911      | Hagström & Ekman                          |      |
| vänster | 9      | Klippan 9               | 1900      | Johan Laurentz                            |      |
| vänster | 11     | Krabaten 4              | 1895      | Gustav Lindgren Kasper Salin              |      |
| vänster | 13     | Krabaten 3              | 1896      | Carl Kleitz                               |      |
| vänster | 15     | Krabaten 2              | 1896      | Johan Laurentz                            |      |
| vänster | 17     | Ädelman mindre 11       | 1895      | Johan Laurentz                            |      |
| vänster | 19–21  | Ädelman mindre 17       | 1885      | Isak Gustav Clason Kasper Salin           |      |
| vänster | 23     | Ädelman större 9        | 1961      | Nils Tesch                                |      |
| vänster | 25     | Ädelman större 8        | 1882      | Oskar Erikson                             |      |
| vänster | 27     | Ädelman större 7        | 1882      | Oskar Erikson                             |      |
| vänster | 29–33  | Korporalen 9            | 1888      | Isak Gustaf Clason Anders Gustaf Forsberg |      |
| vänster | 35     | Sergeanten 1            | 1892      | Johan Laurentz                            |      |
| vänster | 37     | Sergeanten 8            | 1892      | Johan Laurentz                            |      |
| vänster | 39     | Sergeanten 7            | 1892      | Johan Laurentz                            |      |
| vänster | 41     | Sergeanten 6            | 1892      | Johan Laurentz                            |      |
| vänster | 43     | Beväringen 1            | 1896      | Johan Albert Nordström                    |      |
| vänster | 45     | Beväringen 6            | 1896      | Ullrich & Hallquisth                      |      |
| vänster | 47     | Beväringen 5            | 1896      | Johan Albert Nordström                    |      |
| vänster | 49     | Bajonetten 1            | 1895      | Sam Kjellberg                             |      |
| vänster | 51     | Bajonetten 11           | 1897      | Sam Kjellberg                             |      |
| vänster | 53     | Bajonetten 9            | 1896      | Sam Kjellberg                             |      |
| vänster | 55     | Bajonetten 6            | 1899      | Isak Gustaf Clason                        |      |
| vänster | 56     | KMK:s klubbhus          | 1928–1930 | Osvald Almqvist                           |      |
| vänster | 57     | Bajonetten 7            | 1900      | Ludvig Peterson Ture Stenberg             |      |
| vänster | 59     | Gardisten 4             | 1915      | Höög & Morssing                           |      |
| vänster | 58–60  | Gamla Skogsinstitutet 1 | 1858      | Johan Adolf Hawerman                      |      |
| vänster | 61     | Gardisten 3             | 1915      | Östlihn & Stark                           |      |
| vänster | 63     | Hornblåsaren 6          | 1913      | Folke Zettervall                          |      |
| vänster | 65–67  | Hornblåsaren 5          | 1923      | Gustaf Adolf Falk Knut Nordenskjöld       |      |

## Galerie

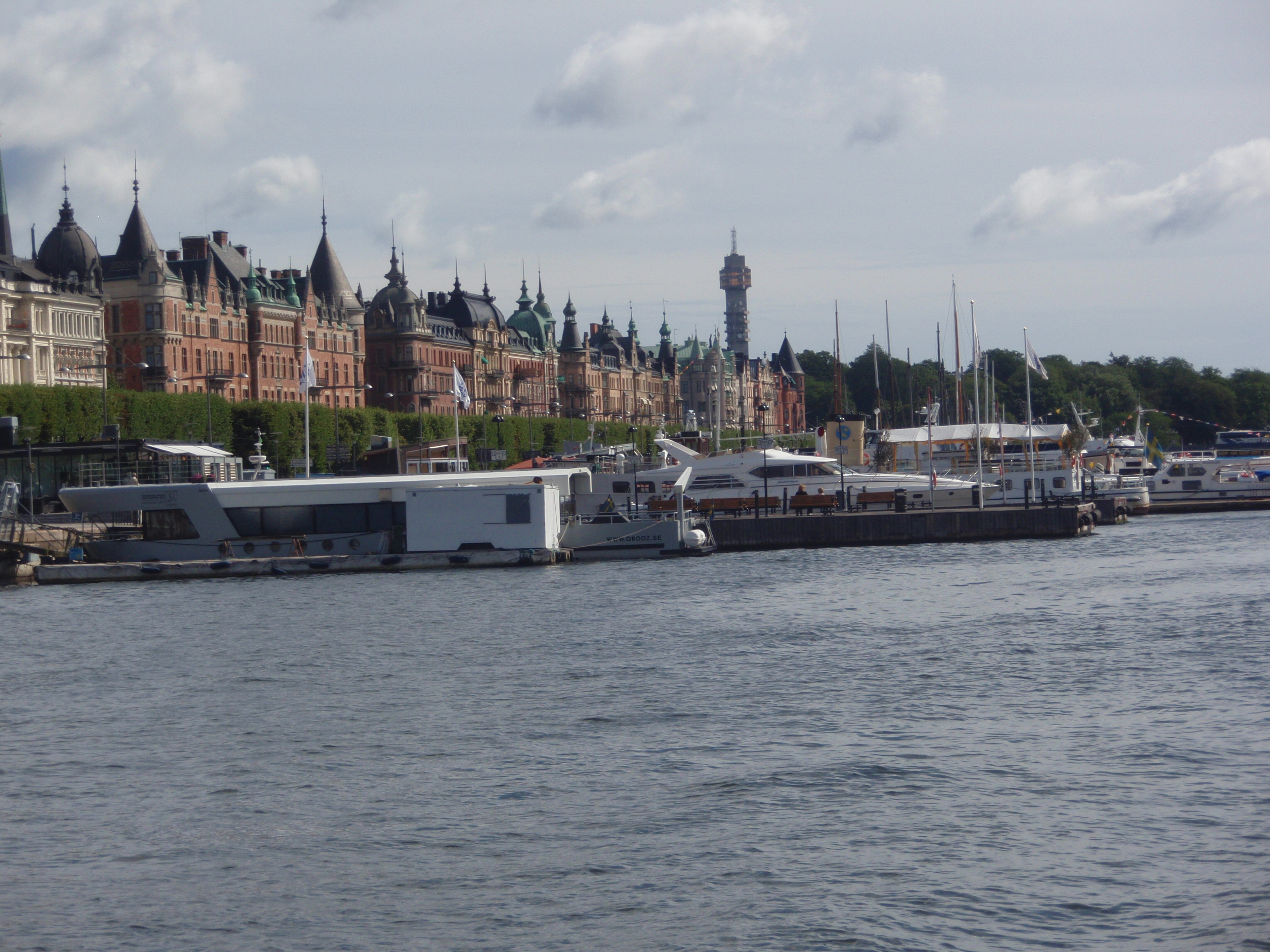
Vue de Strandvägen.
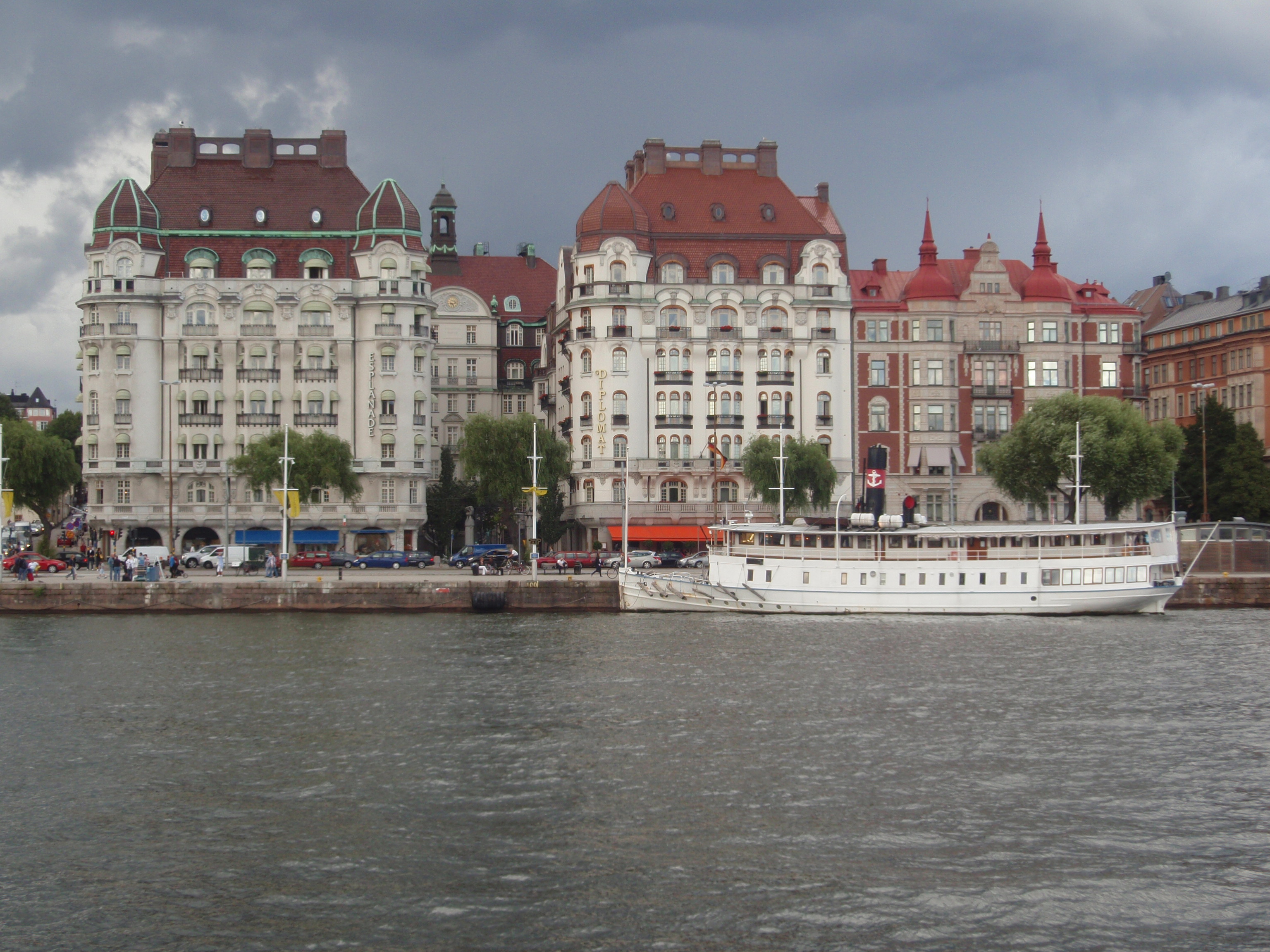
Strandvägen 7C ; au centre : l'hôtel Diplomat.
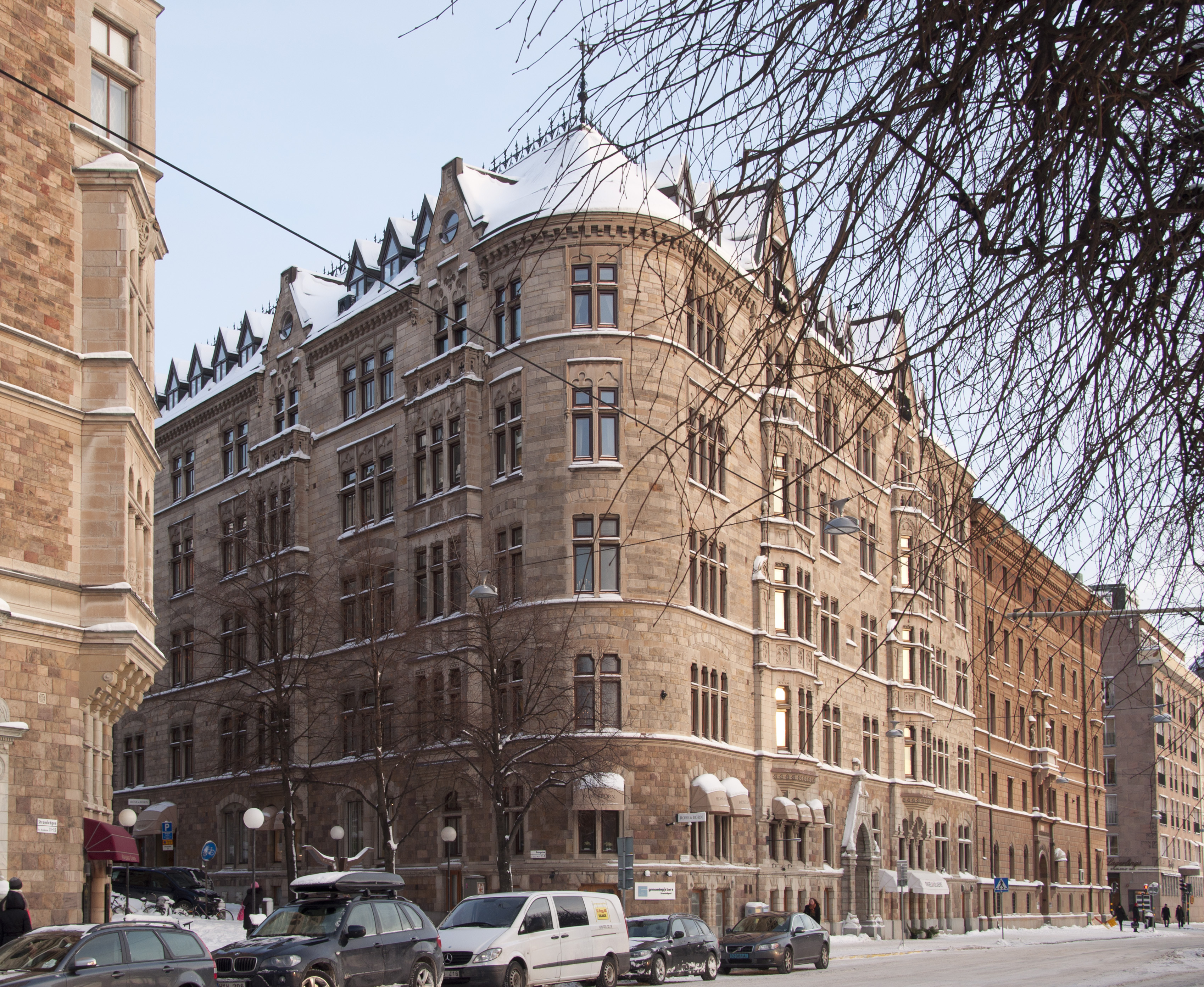
Strandvägen n° 17.
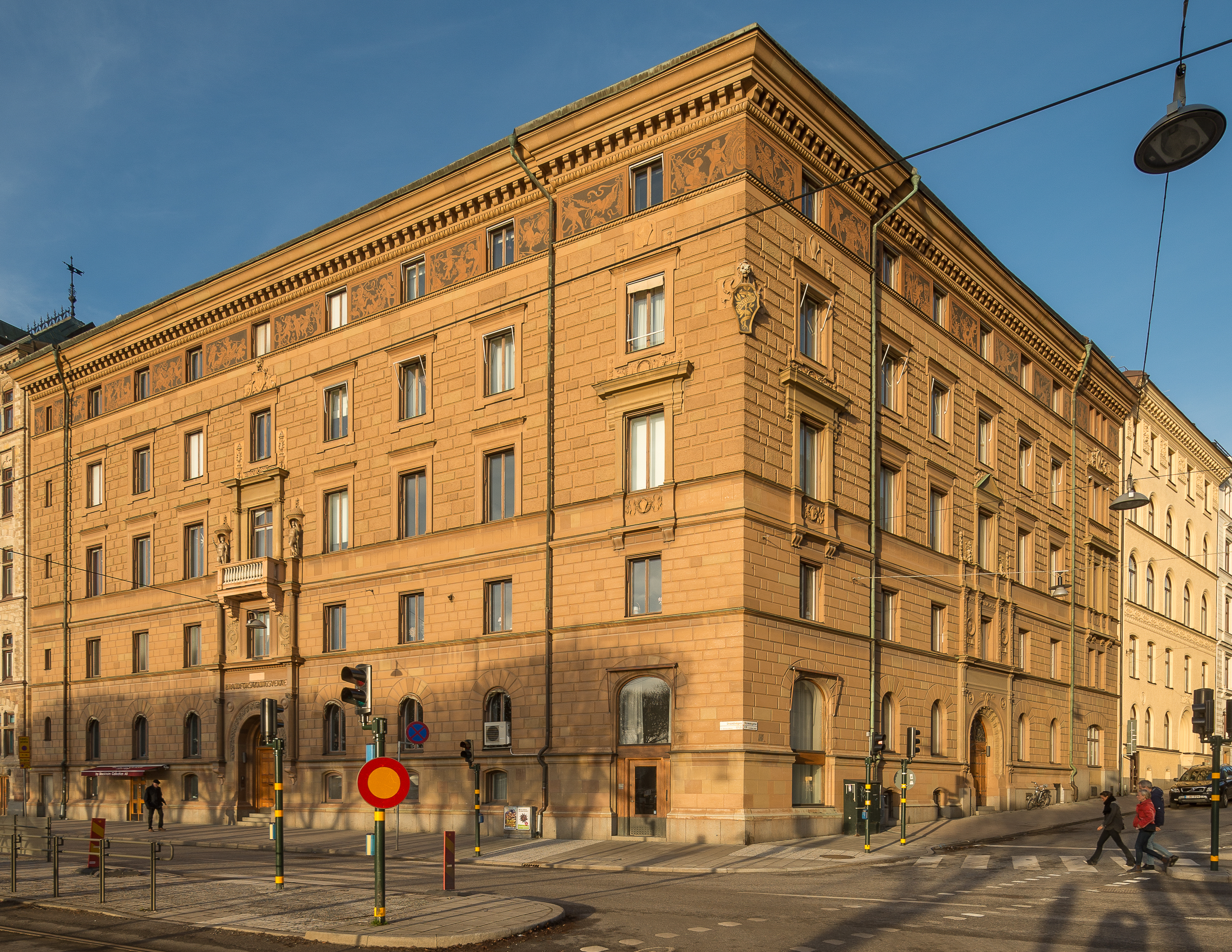
Strandvägen n° 19.
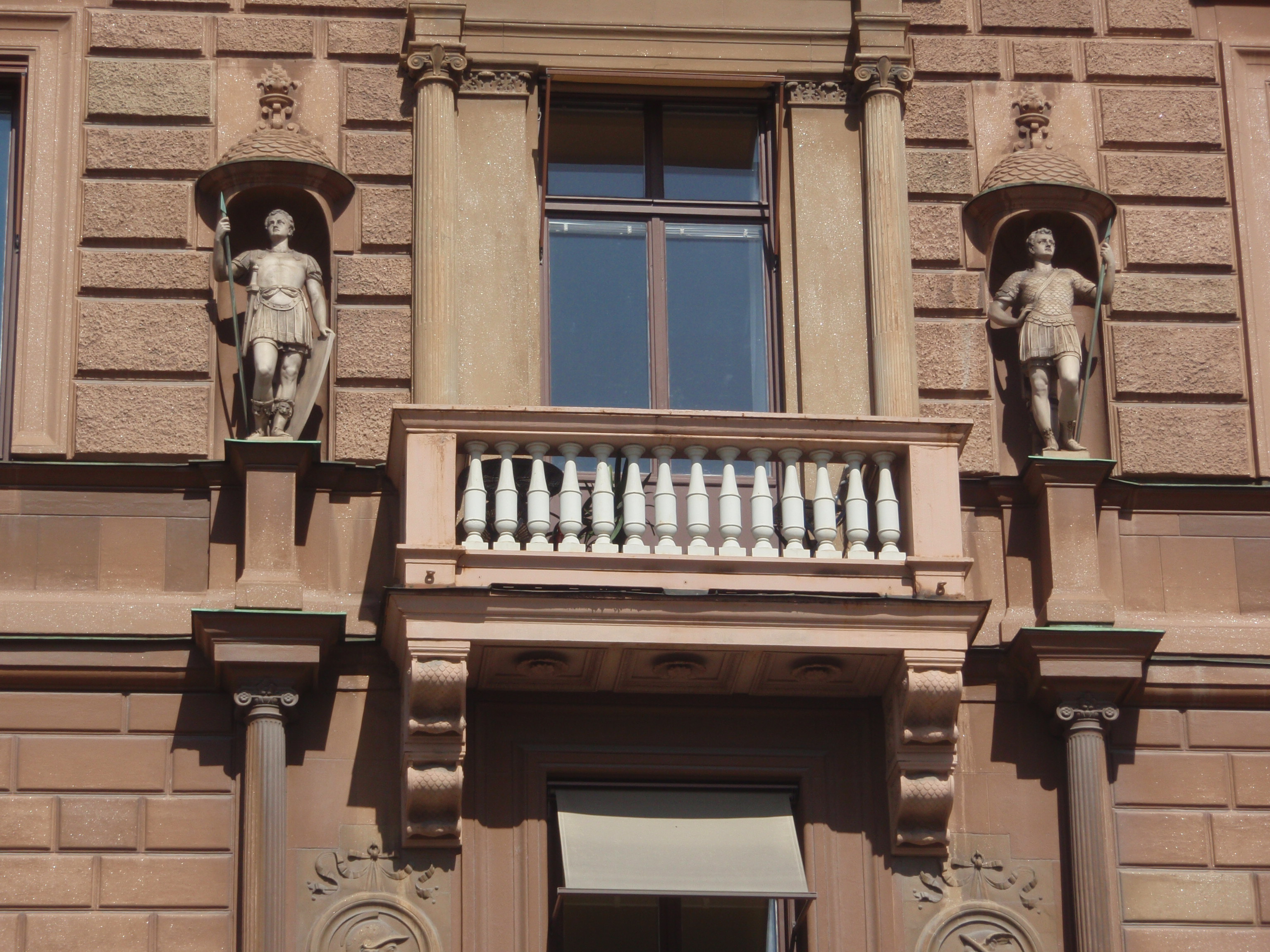
Strandvägen n° 19 ; détail.
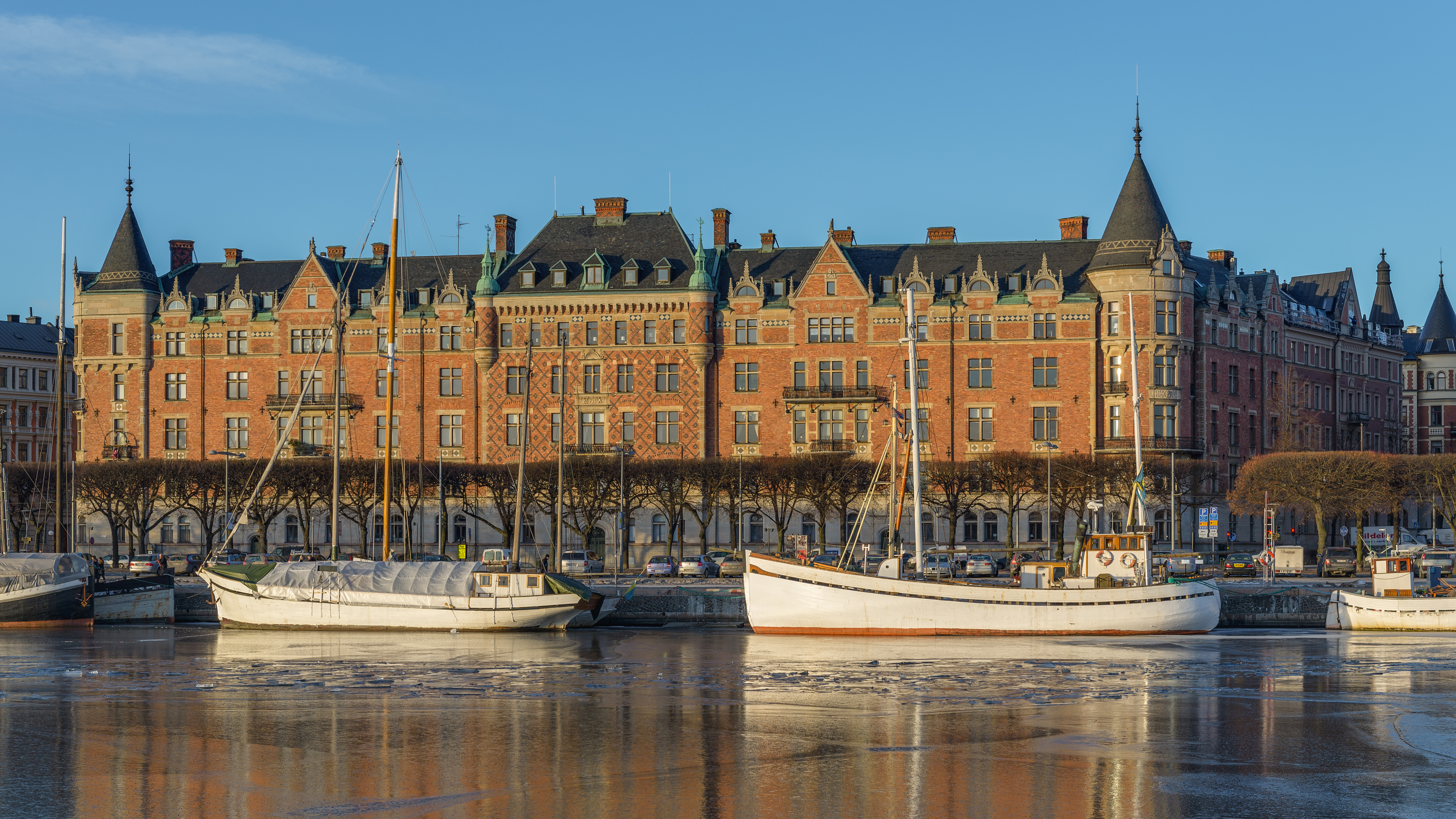
Strandvägen n° 29-33 : immeuble Bünsow.
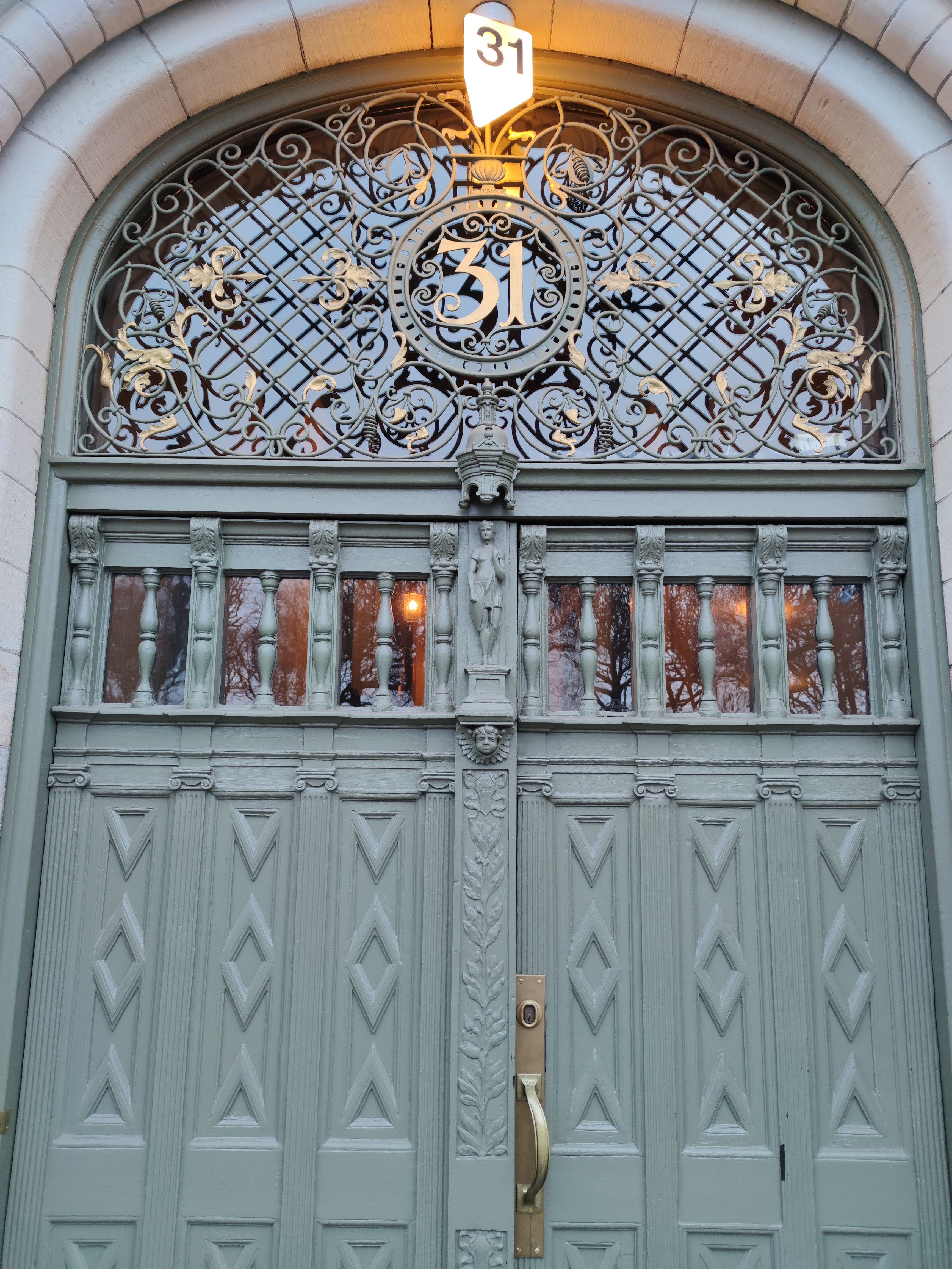
Strandvägen n° 31 : entrée.
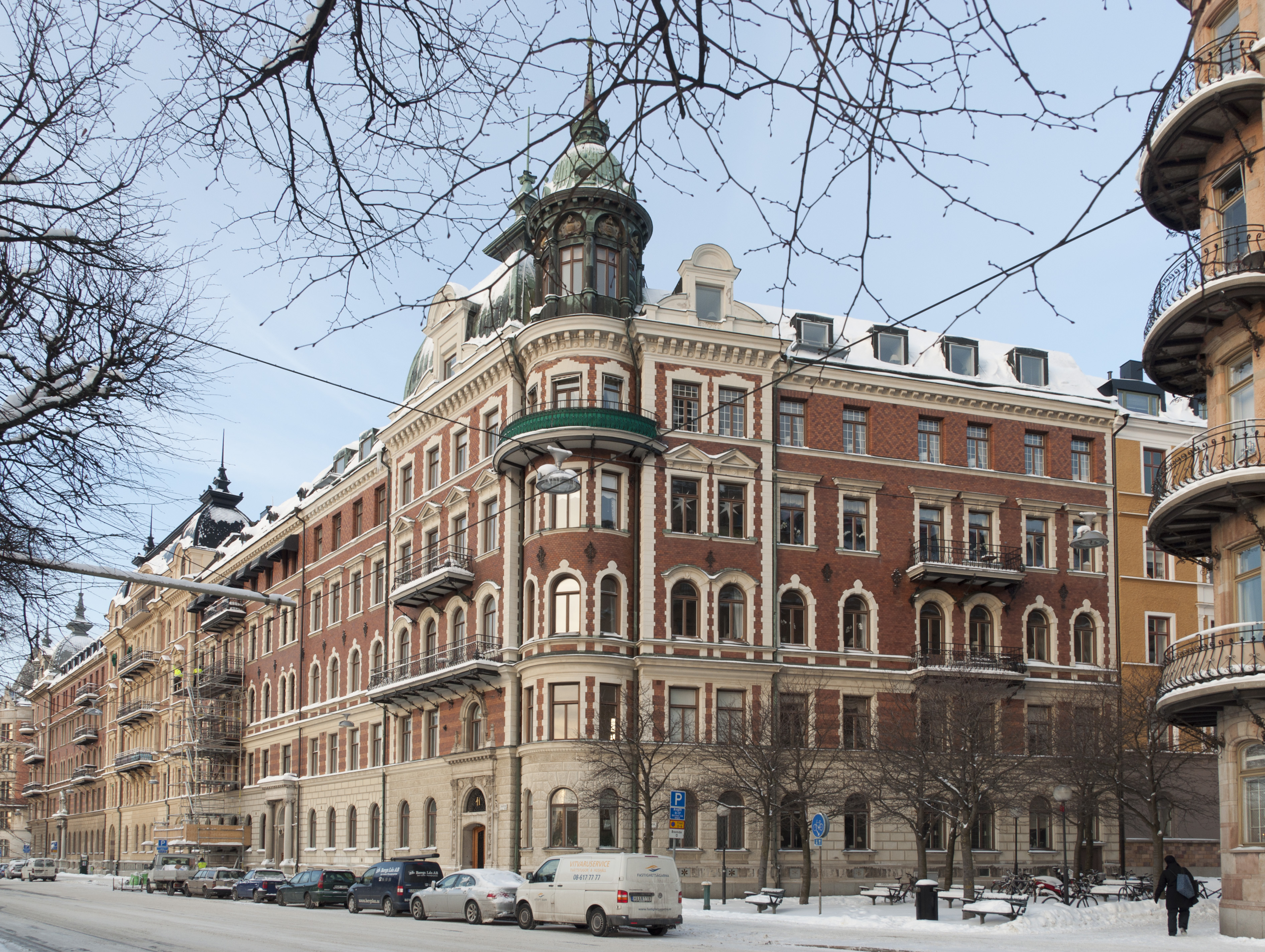
Strandvägen n° 35-41.
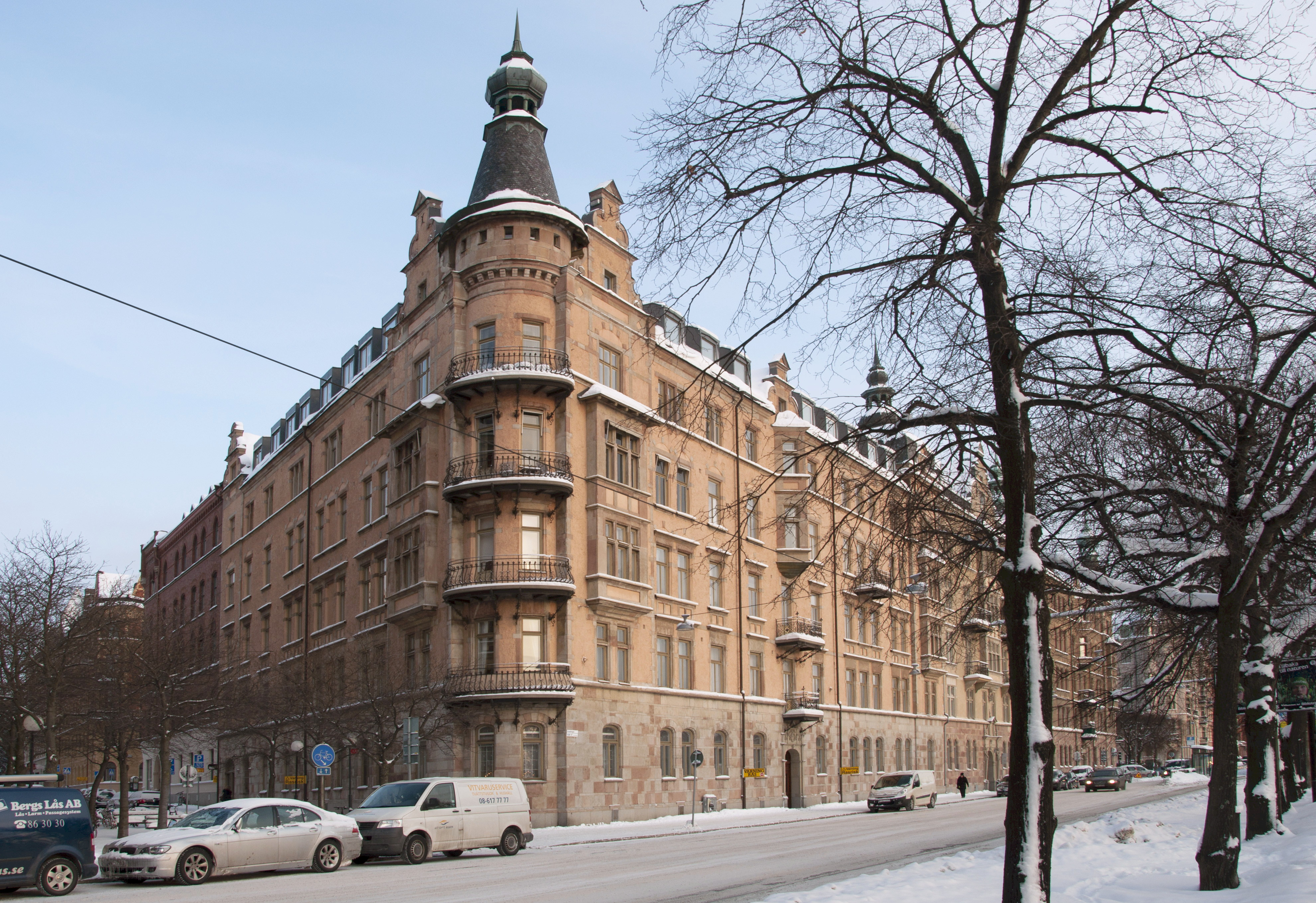
Strandvägen n° 43.
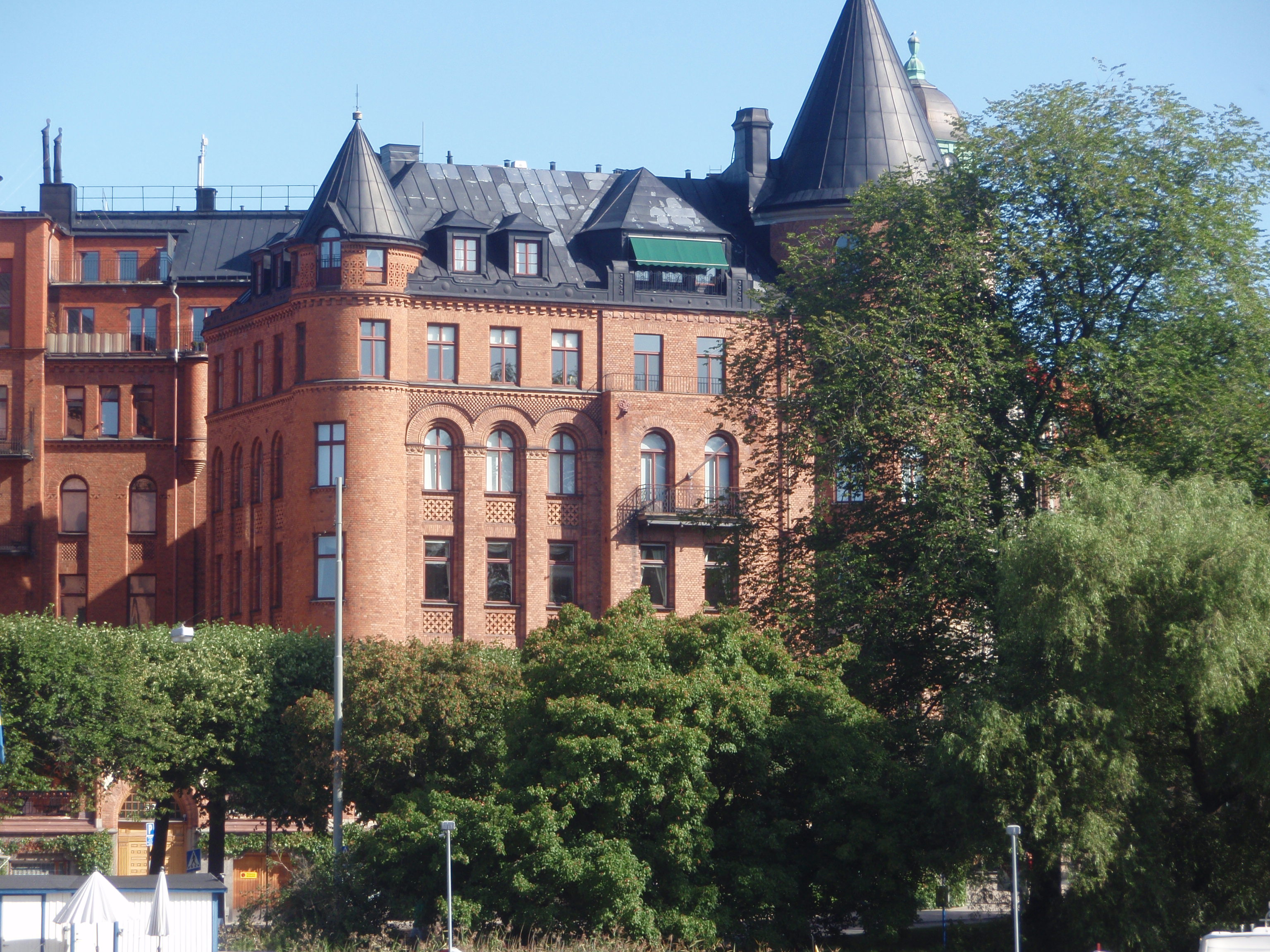
Strandvägen n° 57.
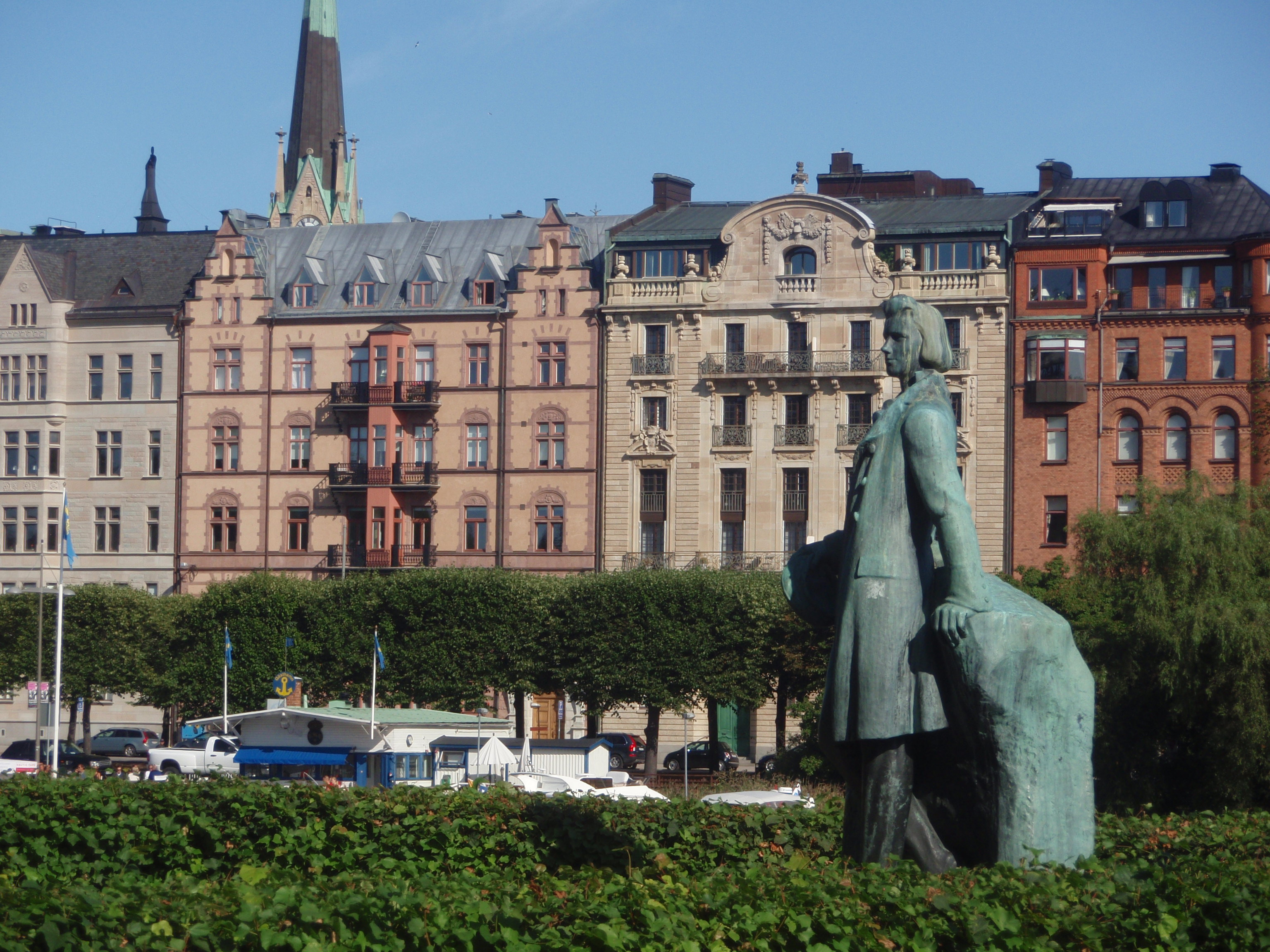
Strandvägen vue du Djurgårdsbron.

## Voir  aussi